# William Osler
William Osler (12 de julho de 1849 – 29 de dezembro de 1919) foi um médico canadense, sendo um dos ícones da medicina moderna, chamado por vezes de "pai" dela, mas que no entanto Avicena era tido como tal por ele. Ele desempenhou um papel crucial no desenvolvimento da medicina nos séculos XIX e XX, sendo reconhecido por suas contribuições significativas tanto na prática clínica quanto na formação de profissionais da saúde.
Nascido em Bond Head, Ontário, Canadá, Osler destacou-se não apenas por suas realizações médicas, mas também por seu impacto como líder acadêmico e mentor. Seu legado continua a influenciar a medicina moderna, e ele é lembrado como uma figura emblemática que moldou a profissão médica.

## Biografia
Educação e Formação Médica
William Osler iniciou sua jornada acadêmica na Universidade de Toronto, onde obteve seu diploma de bacharel em Medicina em 1872. Posteriormente, continuou seus estudos na McGill University, em Montreal, graduando-se em medicina em 1874. Sua busca incessante por conhecimento levou-o a oportunidades de aprendizado na Europa, incluindo estágios em renomados centros médicos.
Eventos-chave na Carreira
Osler rapidamente se destacou como um clínico talentoso e um pesquisador inovador. Em 1889, foi nomeado professor de Medicina na Universidade Johns Hopkins, em Baltimore, onde desempenhou um papel fundamental na criação do modelo de ensino clínico moderno. Sua abordagem humanística e enfatizando a importância da observação direta do paciente revolucionaram o ensino médico. 
Além disso, Osler foi um dos quatro fundadores da Johns Hopkins Hospital, uma instituição que se tornou referência em medicina e pesquisa. Seu livro "Principles and Practice of Medicine" (1892) tornou-se uma obra fundamental para estudantes e profissionais da medicina em todo o mundo.